# Список эпизодов телесериала «Ганнибал»
Список эпизодов американского телевизионного триллера «Ганнибал», который выходил на телеканале NBC с 4 апреля 2013 года по 29 августа 2015 года.
Автор теле-версии — Брайан Фуллер, написавший сценарий по мотивам серии романов Томаса Харриса. Пилотный эпизод снял исполнительный продюсер Дэвид Слэйд. Названия серий первого сезона относились к терминологии из французской кухни, а во втором сезоне внимание сконцентрировано на японских блюдах, названия серий третьего сезона состоят из названий блюд итальянской кухни. В центре сюжета — взаимоотношения специального агента ФБР Уилла Грэма и судебного психиатра доктора Ганнибала Лектера.

## Обзор сезонов
| Сезон | Сезон | Эпизоды | Оригинальная дата выхода | Оригинальная дата выхода |
| Сезон | Сезон | Эпизоды | Премьера сезона          | Финал сезона             |
| ----- | ----- | ------- | ------------------------ | ------------------------ |
|       | 1     | 13      | 4 апреля 2013            | 20 июня 2013             |
|       | 2     | 13      | 28 февраля 2014          | 23 мая 2014              |
|       | 3     | 13      | 4 июня 2015              | 29 августа 2015          |

## Список серий

### Сезон 1 (2013)
| № общий | № в сезоне | Название                                  | Режиссёр          | Автор сценария                                                                | Дата премьеры     | Произв. код | Зрители в США (млн) |
| --- | ---------- | ----------------------------------------- | ----------------- | ----------------------------------------------------------------------------- | ----------------- | ----------- | ------------------- |
| 1 | 1          | «Apéritif» «Аперитив»                     | Дэвид Слэйд       | Брайан Фуллер                                                                 | 4 апреля 2013     | 101         | 4,36                |
| Вопреки рекомендациям коллег, начальник отдела бихевиористики ФБР Джек Кроуфорд берёт на работу бывшего следователя по особо важным делам Уилла Грэма, чтобы тот помог найти пропавших студенток. Уилл когда-то ушёл из ФБР, потому что его способность «проникать» в разум убийцы чуть не свела его с ума. Также в качестве консультанта в деле участвует уважаемый психиатр Ганнибал Лектер, который ведёт двойную жизнь – также он убийца и каннибал. Вместе они должны найти убийцу студенток и его подражателя.        |            |                                           |                   |                                                                               |                   |             |                     |
| 2 | 2          | «Amuse-Bouche» «Комплимент от шеф-повара» | Майкл Раймер      | Джим Дэнджер Грэй                                                             | 11 апреля 2013    | 103         | 4,38                |
| Официально вернувшись на работу, Уилл помогает Джеку в поисках серийного убийцы, который закапывает своих жертв заживо. Что ещё хуже, убийца использует их тела для выращивания грибов в своём саду. Ганнибал и Уилл сближаются, чувствуя ответственность за то, что Эбигейл Хоббс осталась сиротой. Репортёр таблоида Фредди Лаундс вмешивается в расследование ФБР. |            |                                           |                   |                                                                               |                   |             |                     |
| 3 | 3          | «Potage» «Крем-суп»                       | Дэвид Слэйд       | История: Дэвид Фьюри Телесценарий: Дэвид Фьюри, Крис Бренкето и Брайан Фуллер | 18 апреля 2013    | 102         | 3,51                |
| Джек подозревает вышедшую из комы Эбигейл Хоббс в пособничестве убийств, совершенных её отцом. Уилл, Алана и Ганнибал не могут решить, как быть с Эбигейл и, в конечном счёте, отвозят её домой в Миннесоту. Обстановка накаляется, когда брат одной из жертв отца Эбигейл применят силу, что приводит к печальным последствиям. |            |                                           |                   |                                                                               |                   |             |                     |
| 4 | 4          | «Œuf» «Яйцо»                              | Питер Медак       | Дженнифер Шуур                                                                | Не транслировался | 104         | N/A                 |
| Уилл приходит к выводу, что цепочка убийств целых семей осуществлялась пропавшими из этих же семей детьми. Уилл считает, что дети совершали преступления под влиянием одного взрослого. Ганнибал выписывает Эбигейл Хоббс из психиатрической лечебницы, чем вызывает беспокойство и гнев у доктора Аланы Блум. |            |                                           |                   |                                                                               |                   |             |                     |
| 5 | 5          | «Coquilles» «Ракушки»                     | Гильермо Наварро  | История: Скотт Нимерфро Телесценарий: Скотт Нимерфро и Брайан Фуллер          | 25 апреля 2013    | 106         | 2,40                |
| Уилл и Джек выслеживают серийного убийцу, который вырезает «крылья» из плоти своих жертв, стремясь сделать ангелов-хранителей, чтобы те охраняли его сон. Жена Кроуфорда Белла доверяет Ганнибалу тревожащий её секрет, которым она не хочет делиться с мужем. |            |                                           |                   |                                                                               |                   |             |                     |
| 6 | 6          | «Entrée» «Основное блюдо»                 | Майкл Раймер      | История: Кай Ю Ву Телесценарий: Кай Ю Ву и Брайан Фуллер                      | 2 мая 2013        | 107         | 2,61                |
| Ранее помогавший ФБР в расследовании доктор Чилтон, приглашает Джека и Уилла в балтиморскую государственную больницу. Он считает, что доктор Гидеон, один из его пациентов, и есть «Чесапикский потрошитель», которого они ищут. Убийства прекратились как раз, когда Гидеона арестовали. А последнее убийство медсестры соответствует стилю потрошителя. Но Уилл не уверен и настаивает на том, что убийца всё ещё на свободе. Это дело напоминает Джеку о последней жертве потрошителя, молодой стажёрке ФБР Мириам Ласс. |            |                                           |                   |                                                                               |                   |             |                     |
| 7 | 7          | «Sorbet» «Сорбет»                         | Джеймс Фоули      | Джесси Александер и Брайан Фуллер                                             | 9 мая 2013        | 105         | 2,62                |
| Джек полагает, что очередной труп - дело рук «Чесапикского потрошителя», но Уилл считает, что убийство может быть связано с незаконной трансплантацией органов. Уилла мучают кошмары о Эбигейл Хоббс, а Ганнибал навещает своего психиатра, доктора дю Морье, и готовится к званому ужину у себя дома. |            |                                           |                   |                                                                               |                   |             |                     |
| 8 | 8          | «Fromage» «Сыр»                           | Тим Хантер        | Дженнифер Шур и Брайан Фуллер                                                 | 16 мая 2013       | 108         | 2,46                |
| Уилл ищет убийцу, который извлекает голосовые связки своих жертв и буквально играет на них, словно на музыкальном инструменте. Пациент Франклин неожиданно наводит Ганнибала на мысль, что убийца - его друг Тобиас. Похоже, что Тобиас совершает преступления, чтобы привлечь внимание Ганнибала. Уилл ищет утешения в объятиях Аланы. |            |                                           |                   |                                                                               |                   |             |                     |
| 9 | 9          | «Trou Normand» «Рюмка кальвадоса»         | Гилльермо Наварро | Стив Лайтфут                                                                  | 23 мая 2013       | 109         | 2,69                |
| Уилл выслеживает серийного убийцу, который создаёт тотемный столб из тел своих жертв. Но прежде, чем Уилл успевает продвинуться в расследовании, у него начинаются временные провалы. Обеспокоившись, он идёт к Ганнибалу за советом. Фредди Лаундс вынуждает Эбигейл написать книгу о своей жизни, подозрения Джека о том, что она помогала своему отцу убивать, возникают вновь. |            |                                           |                   |                                                                               |                   |             |                     |
| 10 | 10         | «Buffet Froid» «Холодные закуски»         | Джон Дал          | Энди Блэк, Крис Бренкето и Брайан Фуллер                                      | 30 мая 2013       | 110         | 2,40                |
| Уилл работает консультантом в деле, где лица жертв уродуют «улыбкой Глазго». Провалы во времени усугубляются, Уилл портит место преступления и начинает думать, что он и есть убийца. МРТ выявляет у него прогрессирующий энцефалит. Ганнибал уговаривает доктора Дональда Сатклиффа солгать Уиллу о его болезни. Когда Сатклиффа находят убитым, Уилл становится главным подозреваемым. |            |                                           |                   |                                                                               |                   |             |                     |
| 11 | 11         | «Rôti» «Жаркое»                           | Гиллермо Наварро  | Стив Лайтфут, Скотт Нимерфро и Брайан Фуллер                                  | 6 июня 2013       | 111         | 2,36                |
| Доктор Абель Гидеон сбегает из-под стражи и намеревается убить своих бывших психиатров. У всех жертв обнаружен пугающий «Колумбийский галстук». Гидеону удаётся похитить доктора Чилтона и заставить Фредди Лаундс написать о нём на своём сайте. Уилл пытается поймать Гидеона, но испытывает галлюцинации, вызванные его заболеванием. Ганнибал жаждет воспользоваться этим и, с помощью манипуляций, ему удаётся оставить Уилла наедине с Гидеоном.                                                                      |            |                                           |                   |                                                                               |                   |             |                     |
| 12 | 12         | «Relevés» «Следующее блюдо»               | Майкл Раймер      | Крис Бренкето и Брайан Фуллер                                                 | 13 июня 2013      | 112         | 2,10                |
| Джорджия Мэдхен умирает, находясь под стражей, из чего Уилл полагает, что тут замешан подражатель Гаррета Джейкоба Хоббса. Нашлись доказательства того, что Эбигейл причастна к преступлениям отца, но её аресту мешает обеспокоенный Уилл. Он увозит её в охотничий домик в Миннесоте, но теряет из-за острой галлюцинации. Джек начинает подозревать, что Ганнибал что-то скрывает и наносит визит доктору дю Морье. |            |                                           |                   |                                                                               |                   |             |                     |
| 13 | 13         | «Savoureux» «Пикантное блюдо»             | Дэвид Слэйд       | Стив Лайтфут, Скотт Нимерфро и Брайан Фуллер                                  | 20 июня 2013      | 113         | 1,98                |
| Запутавшийся и потрясённый Уилл возвращается из Миннесоты один, улики указывают на то, что он убил Эбигейл. Ганнибал убеждает Уилла в необходимости сдаться ФБР. Пока он находится под стражей, Ганнибалу удаётся убедить Джека и Алану в том, что Уилл и есть подражатель. Находясь в отчаянии, Уилл сбегает, похищает Ганнибала и возвращается в Миннесоту, чтобы доказать свою невиновность. К сожалению для Уилла, у Ганнибала всегда есть план.                                                                        |            |                                           |                   |                                                                               |                   |             |                     |

### Сезон 2 (2014)
| № общий | № в сезоне | Название | Режиссёр        | Автор сценария                                                                           | Дата премьеры   | Произв. код | Зрители в США (млн) |
| --- | ---------- | --- | --------------- | ---------------------------------------------------------------------------------------- | --------------- | ----------- | ------------------- |
| 14 | 1          | «Kaiseki» «Красиво сервированная лёгкая закуска, подаваемая в начале чайной церемонии / Ужин из легких закусок, сервированный в традиционном стиле» | Тим Хантер      | Стив Лайтфут и Брайан Фуллер                                                             | 28 февраля 2014 | 201         | 3,27                |
| Уилл Грэм решительно настроен доказать свою невиновность, в то время как Ганнибал и Джек пытаются привыкнуть к тому, что он за решёткой. В это время отношения Уилла с Аланой становятся натянутыми, а Кейд Пурнелл вместе с ФБР наносят ему визит. |            | |                 |                                                                                          |                 |             |                     |
| 15 | 2          | «Sakizuki» «Первое блюдо Кайсеки, ингредиенты, посуда которого задаёт тон всей серии блюд»                                                          | Тим Хантер      | Джефф Влэминг и Брайан Фуллер                                                            | 7 марта 2014    | 202         | 2,50                |
| Дело о фреске из людей становится яснее, когда сбежавшую от убийцы жертву выносит вниз по течению. Это даёт несколько улик для расследования команды ФБР. Ганнибал помогает при расследовании, пытаясь первым найти на теле улики, способные указать на убийцу. Ему удаётся связать все нити воедино раньше ФБР; он прибывает к убийце и помогает тому добавить последний штрих к картине. Джек Кроуфорд, терзаемый чувством вины за судьбу Уилла, отправляется на принудительное лечение после обвинительного доклада Аланы Блум. Следственная команда прибывает в логово убийцы и обнаруживает там настоящую мозаику из 47 сшитых человеческих тел. К ожидающему суда Уиллу приходит Беделия дю Марье. |            | |                 |                                                                                          |                 |             |                     |
| 16 | 3          | «Hassun» «Хассун - второе блюдо, которое обычно задаёт тон меню и включает в себя несколько небольших порций гарниров»                              | Питер Медак     | Джейсон Гроут и Стив Лайтфут                                                             | 14 марта 2014   | 203         | 2,47                |
| Начинается суд над Уиллом Грэмом, где тот выставляется умным и изобретательным психопатом. На слушании Джек Кроуфорд заявляет, что оказывал слишком сильное давление на Уилла, которое могло подтолкнуть его к совершению преступлений. Без того напряжённое следствие ещё сильнее запутывается, когда убивают судебного пристава. Почерк убийцы невероятно схож с предыдущими преступлениями. Исход всего суда висит на волоске, и наступает черёд главной жертвы. |            | |                 |                                                                                          |                 |             |                     |
| 17 | 4          | «Takiawase» «Такиавасэ - овощи с рыбой, мясом или тофу»                                                                                             | Дэвид Семел     | Скотт Нимерфро и Брайан Фуллер                                                           | 21 марта 2014   | 204         | 2,69                |
| Уилл Грэм соглашается на сеанс интенсивной терапии с доктором Чилтоном, в ходе которого выясняется, что Лектер поощрял его припадки, пользуясь прогрессирующим энцефалитом. В это время ФБР занято расследованием дела об иглотерапевте, который лоботомирует и оставляет умирать своих жертв. Белла Кроуфорд обсуждает с Ганнибалом перспективу самоубийства перед лицом прогрессирующего рака. По совету Уилла, Биверли Катц повторно изучает тело убийцы с фрески. |            | |                 |                                                                                          |                 |             |                     |
| 18 | 5          | «Mukozuke» «Блюдо состоящее из сашими, сервированное на хорошем фарфоре, для отвлечения внимания от непривлекательной пищи»                         | Майкл Раймер    | Аянна Флойд, Стив Лайтфут и Брайан Фуллер                                                | 28 марта 2014   | 205         | 3,65                |
| Следователи обнаруживают одного из агентов ФБР в ужасающей экспозиции. Уилл Грэм принимает участие в расследовании и заявляет, что за прошлыми и новыми убийствами скрывается один и тот же человек. Чилтон вместе с Уиллом помещают под стражу доктора Абеля Гидеона, которому удалось выжить после ранения. Гидеон заявляет, что Чесапикского Потрошителя невозможно изловить - лишь уничтожить. Уилл предлагает Фредди Лаундс при помощи её сайта установить контакт с таинственным подражателем. Убийца откликается на зов Грэма и получает от него приказ - убить Ганнибала Лектера. |            | |                 |                                                                                          |                 |             |                     |
| 19 | 6          | «Futamono» «Блюдо с крышкой» | Тим Хантер      | История: Энди Блэк Телесценарий: Стив Лайтфут, Скотт Нимерфро, Энди Блэк и Брайан Фуллер | 4 апреля 2014   | 206         | 2,18                |
| ФБР обнаруживают одного из своих агентов вплетённого в дерево и почти полностью выпотрошенным. Расследование проходит не без участия Уилла, который заявляет о схожести последнего убийства с предыдущими. Джек узнаёт о любовных связях Ганнибала и Аланы Блум, которая обеспечивает ему алиби в ночь убийства. |            | |                 |                                                                                          |                 |             |                     |
| 20 | 7          | «Yakimono» «Жаркое» | Майкл Раймер    | Стив Лайтфут и Брайан Фуллер                                                             | 11 апреля 2014  | 207         | 2,25                |
| Уилла выпускают на свободу. Тем временем Доктор Чилтон беспокоится о своей безопасности. Джек использует выжившую Мириам, чтобы опознать убийцу. |            | |                 |                                                                                          |                 |             |                     |
| 21 | 8          | «Su-zakana» «Пикули, для очищения вкусовых рецепторов»                                                                                              | Винченцо Натали | Стив Лайтфут, Скотт Нимерфро и Брайан Фуллер                                             | 18 апреля 2014  | 208         | 2,80                |
| Уилл продолжает терапию у доктора Лектера. Их игра принимает новый оборот. Тем временем совершается новое убийство: молодую девушку с птицей у сердца находят внутри лошади. |            | |                 |                                                                                          |                 |             |                     |
| 22 | 9          | «Shiizakana» «Блюдо для насыщения/Питательное блюдо»                                                                                                | Майкл Раймер    | Джефф Влэминг и Брайан Фуллер                                                            | 25 апреля 2014  | 209         | 2,45                |
| Обнаружено тело водителя-дальнобойщика со следами нападения, схожими со следами нападения зверя. После одного из сеансов терапии, Уилл встречает новую пациентку доктора Лектера - Марго Верджер. Ганнибал продолжает выявлять настоящую личность Грэма и даёт ему тест, результаты которого удивляют даже доктора Лектера. |            | |                 |                                                                                          |                 |             |                     |
| 23 | 10         | «Naka-Choko» «Легкий суп с кислинкой для очищения вкусовых рецепторов»                                                                              | Винченцо Натали | История: Кай Ю Ву и Стив Лайтфут Телесценарий: Стив Лайтфут                              | 2 мая 2014      | 210         | 2,28                |
| Уилл Грэм и доктор Лектер наконец находят общий язык. Уилл притаскивает Ганнибалу труп его бывшего пациента и проникается трепетной любовью к тушёному человеческому мясу. |            | |                 |                                                                                          |                 |             |                     |
| 24 | 11         | «Kō No Mono» «Сезонные маринованные овощи» | Дэвид Слэйд     | Джефф Влэминг, Энди Блэк и Брайан Фуллер                                                 | 9 мая 2014      | 211         | 1,95                |
| Найден сожжённый труп. Алана начинает подозревать Уилла. Ганнибал проводит сеанс терапии с братом Марго Верджер. Грэм и Лектер обсуждают смерть Эбигейл Хоббс. |            | |                 |                                                                                          |                 |             |                     |
| 25 | 12         | «Tomewan» «Мисо-суп/Овощной суп с рисом» | Майкл Раймер    | Крис Бранкато, Скотт Нимерфро и Брайан Фуллер                                            | 16 мая 2014     | 212         | 2,47                |
| Агент Кроуфорд вместе с Грэмом начинают готовить ловушку для Ганнибала. Они хотят заставить его убить Мейсона Вёрджера. Однако Лектер находит более интересный способ расплаты. |            | |                 |                                                                                          |                 |             |                     |
| 26 | 13         | «Mizumono» «Десерт: сезонные фрукты, кондитерские изделия или торт»                                                                                 | Дэвид Слэйд     | Стив Лайтфут                                                                             | 23 мая 2014     | 213         | 2,87                |
| Ловушка для Ганнибала расставлена, а он готовится к уходу, думая, что Уилл отправится с ним. Оба думают, что Джеку следует узнать правду. И когда ФБР вмешивается в противостояние, все собираются к дому Лектера. |            | |                 |                                                                                          |                 |             |                     |

### Сезон 3 (2015)
| № общий | № в сезоне | Название                                                               | Режиссёр         | Автор сценария                                               | Дата премьеры   | Произв. код | Зрители в США (млн) |
| --- | ---------- | ---------------------------------------------------------------------- | ---------------- | ------------------------------------------------------------ | --------------- | ----------- | ------------------- |
| 27 | 1          | «Antipasto» «Итальянская закуска ассорти»                              | Винченцо Натали  | Брайан Фуллер и Стив Лайтфут                                 | 4 июня 2015     | 301         | 2,57                |
| Ганнибал вместе с Беделией Дю Морье отправляется в Европу. Они решают остановиться во Флоренции, ведь этот город, как никакой другой, соответствует предпочтениям Лектера. Вместе с Беделией он посещает роскошный бал, где собраны все «сливки» города. Но о спокойной жизни Ганнибал может только мечтать, ведь на него все ещё ведётся охота. |            |                                                                        |                  |                                                              |                 |             |                     |
| 28 | 2          | «Primavera» «Весна»                                                    | Винченцо Натали  | Брайан Фуллер и Джефф Влэминг                                | 11 июня 2015    | 302         | 1,66                |
| Прошло восемь месяцев с тех пор, как произошло ужасное событие, чуть не стоившее Уиллу Грэму жизни. Теперь он поправился и решает продолжить поиски Ганнибала. Грэм летит в Европу, где по предварительным данным находится Лектер. Инспектору Ринальдо Пацци кажется подозрительным появление Уилла в Палермо, поэтому он решает за ним присмотреть. Также инспектору кажется, что Ганнибал и серийный убийца, которого он пытался поймать двадцать лет тому назад, – это один и тот же человек. Тогда Пацци обращается за помощью к Грэму, но тот не может дать гарантии, что будет на стороне инспектора. |            |                                                                        |                  |                                                              |                 |             |                     |
| 29 | 3          | «Secondo» «Второе блюдо»                                               | Винченцо Натали  | Анджелина Бёрнетт, Брайан Фуллер и Стив Лайтфут              | 18 июня 2015    | 303         | 1,69                |
| Уилл Грэм решительно настроен на то, чтобы отыскать Ганнибала Лектера. Он решает отправиться в Литву, где находится родной дом Ганнибала. Прибыв на место, Грэм сталкивается с Чио, которая когда-то была служанкой в доме тети Ганнибала. Вслед за Грэмом в Италию приезжает Джек Кроуфорд, который всеми силами пытается остановить очередную трагедию. Тем временем, Беделия пытается уговорить Ганнибала не рисковать своей новой жизнью. |            |                                                                        |                  |                                                              |                 |             |                     |
| 30 | 4          | «Aperitivo» «Аперитив»                                                 | Марк Йобст       | Ник Антоска, Брайан Фуллер и Стив Лайтфут                    | 25 июня 2015    | 304         | 1,46                |
| Мейсон Верджер объявил награду за любую актуальную информацию о Ганнибале. Алана Блум объединяется с ним. Джек мучительно переживает утрату. Уилл отправляется за Ганнибалом. |            |                                                                        |                  |                                                              |                 |             |                     |
| 31 | 5          | «Contorno» «Гарнир»                                                    | Гильермо Наварро | Том Де Вилле, Брайан Фуллер и Стив Лайтфут                   | 2 июля 2015     | 305         | 1,23                |
| Инспектор Пацци выходит на след Ганнибала и предлагает выдать его Мейсону Верджеру за вознаграждение. Однако попытка предоставить доказательства заканчивается для него плохо. Джек находит Ганнибала, и их встреча закачивается жестокой дракой. |            |                                                                        |                  |                                                              |                 |             |                     |
| 32 | 6          | «Dolce» «Десерт»                                                       | Винченцо Натали  | Дон Манчини, Брайан Фуллер и Стив Лайтфут                    | 9 июля 2015     | 306         | 1,38                |
| Ганнибал собирается уезжать из города, и Баделия сообщает ему о своём намерении остаться. Ганнибал соглашается и уходит. В галерее Уффици перед картиной Боттичелли "Весна" Ганнибал и Уилл встречаются. После их встречи Чио стреляет в Уилла, и Ганнибал переносит его в уединённое место, где позднее их находит Джек. Алана Блум вступает в сексуальную связь с Марго Вергер, после чего они задумываются о способах заведения ребёнка для Мейсона. В это же время Лектер проводит операцию краниотомии на Грэме. |            |                                                                        |                  |                                                              |                 |             |                     |
| 33 | 7          | «Digestivo» «Дижестив»                                                 | Адам Кейн        | Стив Лайтфут и Брайан Фуллер                                 | 18 июля 2015    | 307         | 0,97                |
| Доктор Лектер и Уилл Грэм оказываются на ферме Маскрэт, в руках у Мейсона Вёрджера. Верджер с помощью своего верного помощника Корделла собирается убить Ганнибала и превратить каждую его часть в изысканное блюдо. Доктор Блум и Марго Верджер решают освободить Ганнибала, чтобы тот спас Уилла и раз и навсегда расправился с Мейсоном, однако Ганнибал говорит, что убить его придётся Марго. Мейсон готовится к операции по пересадке кожи с лица, донором которой выступает Уилл. В самый последний момент Ганнибал спасает Грэма и убивает Корделла, буквально сняв с него лицо и положив его на Вёрджера. Проснувшись, разъярённый Мейсон понимает, что его обманули, и понимает предательство его сестры и доктора Блум - он пытается стрелять в них, однако промахивается и падает в аквариум с муреной, которая съедает его. Тем временем Ганнибал вместе с Чийо относят Уилла к нему домой. Во время последнего разговора Уилл говорит Ганнибалу, что больше не хочет о нём думать и не станет его искать. Лектер уходит. Позже появляется Джек Кроуфорд в сопровождении группы захвата ФБР у дома Уилла в надежде арестовать там Лектера. Уилл говорит, что он сбежал. В этот момент появляется Ганнибал и позволяет агентам себя арестовать, заявляя Джеку, что он не будет больше убегать и хочет, чтобы он „всегда знал, где он находится“. Последние слова он произносит, глядя на Уилла, давая понять зрителю, что они обращены именно к Грэму. |            |                                                                        |                  |                                                              |                 |             |                     |
| 34 | 8          | «The Great Red Dragon» «Великий Красный Дракон»                        | Нил Маршалл      | Ник Антоска, Стив Лайтфут и Брайан Фуллер                    | 25 июля 2015    | 308         | 0,96                |
| Ганнибал Лектер оказывается в заключении, что сразу же вызывает бурный всплеск у всех СМИ. Тем не менее вскоре заключённого Лектера посещает доктор Блум, и объясняет ему что его слава будет мимолетной - внимание всех газет уже приковано к другому серийному убийце по прозвищу Зубная Фея, который не просто убивает людей - он уничтожает целые семьи. У убийцы есть особый почерк - в доме где совершается преступление всегда разбиты все стёкла, их осколки помещены на глаза и рты жертв. Спустя 3 года после ареста Ганнибала Джек Кроуфорд навещает Уилла в его новом доме с женой и ее одиннадцатилетним сыном и просит о помощи в поимке Зубной Феи. Уилл сомневается, однако позже принимает просьбу Джека и начинает расследовать убийство первой семьи. Он до мелочей представляет в своём сознании как жестокий маньяк расправился с семьёй, однако единственная деталь остаётся неясной - каким образом Зубная Фея выбирает жертв? За этим вопросом Уиллу приходится обратиться к доктору Ганнибалу Лектеру. |            |                                                                        |                  |                                                              |                 |             |                     |
| 35 | 9          | «And the Woman Clothed with the Sun...» «И жена облачённая Солнцем...» | Джон Дал         | Джефф Влэминг, Хелен Шэнг, Брайан Фуллер и Стив Лайтфут      | 1 августа 2015  | 309         | 1,02                |
| Уилл обращается за помощью к Ганнибалу Лектеру, который находится в заключении. Поначалу Ганнибал отвечает на просьбы Уилла достаточно язвительно, но позже в действительности решает помочь расследованию. Доктор Блум навещает Грэма, из их диалога становится понятно что она все ещё встречается с сестрой Мейсона – Марго, и у них есть ребёнок, которого она выносила в своей утробе. Так же Алана Блум навещает и Лектера, имея с ним неприятную беседу она обещает что заберёт у него все и оставит лишь унижение. Флэшбеками показываются сцены где Ганнибал и Эбигейл фальсифицировали убийство последней, а позже где доктор Лектер пытался избавить её от психологической травмы нанесённой отцом. Тем временем Зубная Фея готовит ещё одно жестокое семейное убийство, Уилл Грэм пытается предугадать где и как оно будет совершено. За работой его застаёт Фредди Лаундс, которая обещает написать ещё одну разгромную статью о работе ФБР если Грэм не сообщит ей подробности расследования. Уилл отказывается. Внимание переходит на Зубную Фею - становится ясно, что он работает в киностудии и его зовут Фрэнсис Долархайд. Он знакомится с незрячей работницей той же студии по имени Риба Макклейн, которая сразу же относится к Френсису достаточно дружелюбно. Они едут к ней домой где у них происходит ужин. Серия заканчивается тем что Ганнибал Лектер получает звонок якобы от адвоката, которым на самом деле оказывается Зубная Фея. Он говорит Ганнибалу, что очень польщён тем, что тот заинтересовался им, и что Ганнибал сможет застать его превращение. На вопрос Ганнибала „В кого вы превращаетесь?“, Френсис отвечает „В великого... красного... дракона“.                                                          |            |                                                                        |                  |                                                              |                 |             |                     |
| 36 | 10         | «And the Woman Clothed In Sun» «И жена облачённая в Солнце»            | Гильермо Наварро | Дон Манчини и Брайан Фуллер                                  | 8 августа 2015  | 310         | 1,01                |
| 37 | 11         | «...And the Beast from the Sea» «...И зверь из моря»                   | Майкл Раймер     | Стив Лайтфут и Брайан Фуллер                                 | 15 августа 2015 | 311         | 1,03                |
| Джек Кроуфорд и Доктор Блум узнают о том, что Доктор Лектер связывался с Долархайдом. Они уговаривают Ганнибала помочь им в поимке Красного Дракона — во время телефонного разговора работники ФБР отслеживают местонахождение убийцы, однако в самую последнюю секунду разговора Ганнибал говорит Фрэнсису, что их подслушивают, и кладёт трубку. Тем временем Красный Дракон готовится к своей последней стадии «превращения» и нападает на семью Уилла Грэма. Им удаётся бежать. Уилл приходил к Ганнибалу, чтобы узнать, как Долархайд нашёл его родных, Ганнибал с полным спокойствием отвечает, что это он сказал, где они находятся, и посоветовал Красному Дракону убить их всех. |            |                                                                        |                  |                                                              |                 |             |                     |
| 38 | 12         | «The Number of the Beast Is 666...» «Число зверя есть 666...»          | Гильермо Наварро | Джефф Влэминг, Анджела Ламанна, Брайан Фуллер и Стив Лайтфут | 22 августа 2015 | 312         | 0,79                |
| 39 | 13         | «The Wrath of the Lamb» «Ярость ягнёнка»                               | Майкл Рэймер     | Брайан Фуллер, Стив Лайтфут и Ник Антоска                    | 29 августа 2015 | 313         | 1,24                |
| Красный Дракон инсценирует свою смерть перед Рибой, тем самым заставляя ФБР на короткий срок поверить, что он мертв. Внезапно он застаёт Уилла Грэма дома и усыпляет его с помощью хлороформа, а затем объясняет ему, что хочет встретиться с Ганнибалом Лектером. ФБР решает разыграть побег доктора Лектера чтобы выманить Красного Дракона, в итоге инсценировка дала сбой - Доллархайд убивает всю охрану ФБР и уезжает на машине. Освободившийся Ганнибал уезжает за ним вместе с Уиллом Грэмом. Они приезжают в загородный дом Ганнибала, который расположен на огромной скале над океаном. Там Ганнибал собирается сделать праздничный ужин, однако Уилл замечает, что за ними следит Доллархайд. Внезапный выстрел ранит Лектера в бок, и тот падает. Красный Дракон хочет запечатлеть смерть Лектера на плёнку, однако Уилл делает попытку ранить того ножом. В итоге Красный Дракон всаживает нож в Грэма несколько раз, и тот делает то же самое. Сзади появляется Ганнибал и тоже начинает борьбу с Красным Драконом. Далее под песню Siouxsie Sioux – Love Crime зрителю показывают, как Ганнибал и Уилл, объединившись, вместе убивают Фрэнсиса. Настал момент, когда они полностью открылись друг перед другом. Ганнибал говорит Уиллу, что всегда хотел этого для него, 'для них обоих', Уилл же отвечает лишь: 'это прекрасно'. Стоя около обрыва, измученные и тяжело раненые, они обнимаются, Уилл кладёт голову на грудь Ганнибала и несколько секунд, не отрываясь, смотрит перед собой, будто что-то обдумывая. Затем, обняв Ганнибала Лектера за шею, Уилл Грэм падает в обрыв, тем самым потянув за собой и его. В сцене после титров Беделия сидит за столом, накрытым на три персоны, главным блюдом которого является её нога. |            |                                                                        |                  |                                                              |                 |             |                     |